# Ceylon (język programowania)
Ceylon – projekt języka programowania oraz SDK dla niego tworzony przez firmę Red Hat. Bazuje na języku Java – programy w nim napisane będą się uruchamiać pod jej wirtualną maszyną. Głównym deweloperem projektu jest Gavin King, który przedstawia język jako Javę do zadań biznesowych. Język został zaprezentowany po raz pierwszy na konferencji QCon w Pekinie. Wcześniej potajemnie rozwijano go przez dwa lata.

## Przykład programu
Przykład programu Hello World:
```
void
 
hello
()
 
{

    
print
(
"Hello!"
);

}

```